# 流亡者章

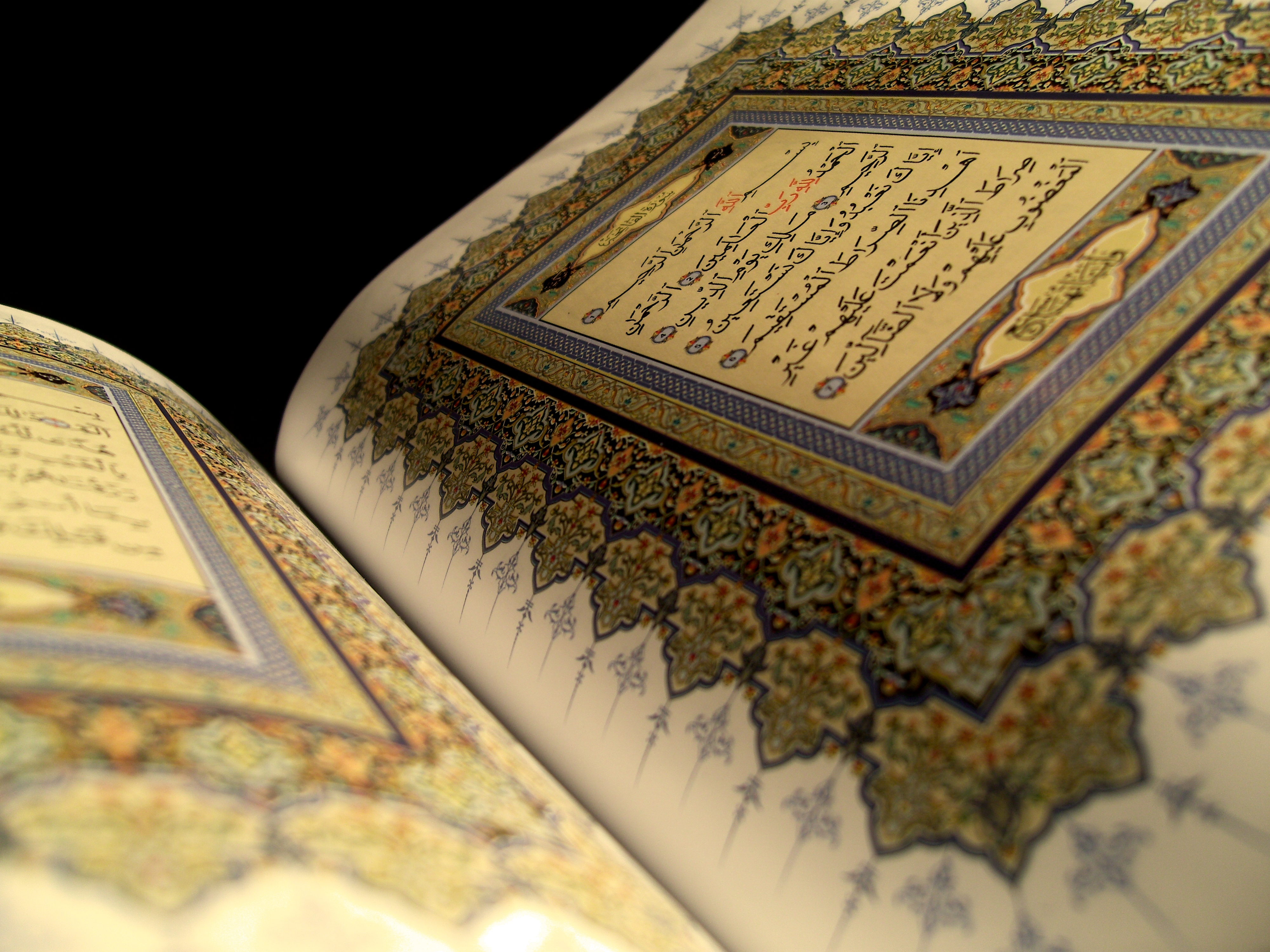
一份《古兰经》的副本的右頁，其中的文字正是〈流亡者章〉的內容。

流亡者章（阿拉伯语：‎）是《古兰经》的第59章，其中共有24分節。此章乃是在穆罕默德在世時期降示，並乃是以阿拉伯語寫成。